# John Crammond
John Crammond (n. 5 iulie 1906, Egremont⁠(d), Anglia, Regatul Unit al Marii Britanii și Irlandei – d. 18 septembrie 1978, Sevenoaks, Anglia, Regatul Unit) a fost un sportiv ce a reprezentat Regatul Unit al Marii Britanii și al Irlandei de Nord, medaliat olimpic. A participat la 1 ediție a Jocurilor Olimpice (1948) în care a câștigat 1 medalie de bronz.

## Participări
Lista de mai jos prezintă principalele competiții la care a participat John Crammond de-a lungul carierei.
- Olympische Winterspiele 1948/Skeleton[*]